# Hoàng Kông Tư
Hoàng Kông Tư là Trung tướng Công an nhân dân Việt Nam, nguyên Quyền Tổng cục trưởng Tổng cục An ninh 2, Công an nhân dân Việt Nam. Ông được nhà nước Việt Nam phong tặng danh hiệu Anh hùng lực lượng vũ trang nhân dân thời kì đổi mới vào năm 2005.

## Xuất thân
Ông sinh ra và lớn lên ở xã Diễn Kỷ, huyện Diễn Châu, tỉnh Nghệ An.

## Giáo dục
Ông từng học ở trường Trường phổ thông cấp 2 xã Diễn Kỷ, huyện Diễn Châu, tỉnh Nghệ An.
Ông có học vị tiến sĩ, học hàm phó giáo sư.

## Sự nghiệp
Ngày 8 tháng 8 năm 2005, đại tá Hoàng Kông Tư (Cục trưởng Cục bảo vệ chính trị V, Tổng cục An ninh Bộ Công an) được Chủ tịch nước Trần Đức Lương phong tặng danh hiệu Anh hùng lực lượng vũ trang nhân dân (cùng đợt với trung tá Lý Đại Bàng và thượng tá Hồ Thanh Đình).
Từ năm 2010-2014, ông là thủ trưởng Cơ quan an ninh điều tra của Bộ Công an Việt Nam.
Ngày 6 tháng 11 năm 2010, ông gây chú ý khi chủ trì cuộc họp báo về vụ bắt giữ tiến sĩ luật Cù Huy Hà Vũ hai ngày trước đó tại Thành phố Hồ Chí Minh (tại khách sạn Mạch Lâm, quận 6, TP. HCM lúc 14h chiều ngày 04/11, với hành vi "quan hệ bất chính" với một phụ nữ chưa chồng).
Tháng 3 năm 2012, Bộ trưởng Bộ Công an Việt Nam Trần Đại Quang quyết định giao Trung tướng Hoàng Kông Tư làm quyền Tổng cục trưởng Tổng cục An ninh II thay cho Trung tướng Phạm Dũng, nguyên Tổng cục trưởng Tổng cục An ninh II vừa được Thủ tướng Chính phủ Nguyễn Tấn Dũng bổ nhiệm làm Thứ trưởng Bộ Nội vụ kiêm Trưởng Ban Tôn giáo Chính phủ.
Ngày 17/11/2014, Thủ tướng Chính phủ ban hành Nghị định số 106/NĐ-CP/2014 sáp nhập Tổng cục An ninh 1 và Tổng cục An ninh 2 thành Tổng cục An ninh. Trung tướng Nguyễn Chí Thành, Tổng cục trưởng Tổng cục An ninh 1 được bổ nhiệm làm Tổng cục trưởng Tổng cục An ninh Bộ Công an. Còn chức vụ của Hoàng Kông Tư sau đó thì không rõ.

## Khen thưởng
- Danh hiệu Anh hùng lực lượng vũ trang nhân dân[8]